# Vladimír Znojemský
Vladimír Znojemský (ur. 28 grudnia 1890 w Jekaterynosławiu, Imperium Rosyjskie, zm. 3 września 1979 w Pradze) – czeski prawnik i urzędnik konsularny.

## Życiorys
Ukończył Rosyjskie Gimnazjum Państwowe w Tambowie (matura w 1911), następnie studiował prawo na Uniwersytecie św. Włodzimierza w Kijowie (egzamin państwowy 1915). Od 1916 służył w armii rosyjskiej, w 1918 wstąpił do legionów czechosłowackich (5 pułk piechoty, później 2 brygada artylerii), który opuścił w stopniu porucznika. W 1919 został sekretarzem wydziału konsularnego Delegatury Rządu Czechosłowacji kierowanego przez Bogdana Pavlů w Omsku, później urzędnikiem w delegaturze kier. przez Vaclava Girsę we Władywostoku. Na początku lutego 1920 wrócił do Czechosłowacji i został przyjęty do czechosłowackiej służby zagranicznej jako kurier dyplomatyczny, w tymże roku był sekretarzem Czechosłowackiej Misji Repatriacyjnej w Moskwie (Československá repatriační mise) lub wg. innych źródeł Czechosłowackiej Misji Czerwonego Krzyża (Československé mise Červeného kříže) (1920–1922), następnie Czechosłowackiej Misji Handlowej (Československá obchodni mise) (1922–). Po powrocie do Pragi pracował w wydziale gospodarki narodowej Ministerstwa Spraw Zagranicznych (Departament IV/2), był wicekonsulem w konsulacie w Skopje (1925–1931), urzędnikiem w MSZ (1931–1933), zastępował posła w Finlandii (1933), ponownie urzędnikiem w MSZ (1933–1937), administrującym konsulatem w Katowicach (1937), kierownikiem konsulatu w Krakowie (1937–1939). Po zajęciu ziem czeskich odmówił wydania konsulatu Niemcom za co w grudniu 1939 został zwolniony ze służby przez władze protektoratu) i zaangażował się aktywnie w Czechosłowackim ruchu oporu. Po klęsce Polski ewakuował się w 1939 do Wielkiej Brytanii, gdzie pracował dla Edvarda Beneša. W grudniu 1939 wyjechał do Francji, gdzie Administracja Spraw Zagranicznych Czechosłowackiego Zgromadzenia Narodowego w Paryżu (Správa pro zahraniční věci ČSNV v Paříži) powierzyła mu administrację Konsulatu Generalnego w Marsylii (1939–1940). Po upadku Francji wrócił w 1940 do Wielkiej Brytanii, gdzie został przeniesiony do służb Ministerstwa Spraw Wewnętrznych na uchodźstwie. Do służby zagranicznej powrócił w 1944, kierując Konsulatem Generalnym w Paryżu (1944–1947). Po powrocie do kraju zajął się sprawą odnowienia umowy o wymianie towarowej z Jugosławią oraz rozwiązaniem kwestii związanych z realizacją czechosłowacko-jugosłowiańskiej umowy o dostawach inwestycyjnych. Pod koniec stycznia 1949, po przewrocie komunistycznym, został wysłany na przymusowy urlop a następnie zwolniony z pracy w Ministerstwie Spraw Zagranicznych.

## Ordery i odznaczenia
- Krzyż Komandorski Orderu Odrodzenia Polski (27 czerwca 1947)[3]